# Флаг Йеменской Арабской Республики
Фла́г Йе́менской Ара́бской Респу́блики (Се́верного Йе́мена; англ. Flag of North Yemen) — один из государственных символов Йеменской Арабской Республики (Северного Йемена), наряду с гербом и гимном и использовавшийся с 1962 по 1990 год. Флаг представляет собой триколор с национальными «панарабскими» цветами — белым, красным и чёрным, с зелёной звездой посередине. После объединения с Южным Йеменом в Республику Йемен государство стало использовать тот же триколор без звезды.
Триколор на флаге основан на историческом символе во время восстания, произошедшего во время Первой мировой войны против правления Османской империи на Ближнем востоке, где большое количество населения составляли арабы (см. Флаг Арабского восстания). К 1962 году флаги с подобным триколором использовало в качестве официального символа большинство государств в регионе — Египет, Сирия, Ирак, Ливия и другие. Флаг Северного Йемена является наиболее приближённым по внешнему виду по отношению к современной Республике Йемен, и после объединения с НДРЙ этот флаг немного изменили в дизайне, убрав зелёную звезду.